# Василевски, Даниэль
Даниэль Василевски (англ. Daniel Vasilevski; род. 4 сентября 1981, Мельбурн) — австралийский футболист македонского происхождения, игрок «Мельбурн Виктори». Выступал за клубы «Карлтон», «Мельбурн Найтс», «Пет Глори», «Альтона Мэджик» и «Мельбурн Виктори». В юном возрасте считался одним из самых талантливых игроков австралийского футбола, проводил множество матчей за молодёжную сборную Австралии, но реализовать свои задатки не смог.

## Достижения
- Чемпион Австралии: 2009